# Ocotea usambarensis
Espèce
Classification phylogénétique
Ocotea usambarensis est une espèce de plantes à fleurs de la famille des Lauraceae. C'est un arbre originaire de l'Afrique tropicale orientale : Kenya, Tanzanie et Ouganda. Son nom provient de la chaîne de montagnes de l'Usambara.